# Adèle Exarchopoulos
Adèle Exarchopoulos (París, 22 de novembre de 1993) és una actriu francesa, coneguda per interpretar a Adèle en la pel·lícula francesa de 2013 La vida d'Adèle.

## Biografia
Adèle Exarchopoulos va néixer el 22 de novembre de 1993, al 14è districte de París. El seu pare és un professor de guitarra d'origen grec i la seva mare una infermera francesa.
Va créixer a París, on va rebre cursos de teatre de 2001 a 2005. Al mateix temps, estudiava en l'institut Condorcet en el 9è districte de París.

## Carrera cinematogràfica
En 2005, va debutar en el mig-metratge Martha, del director Jean-Charles Hue. Un agent es fixa en ella i arran d'aquí apareix per primera vegada en televisió en la sèrie R.I.S Police scientifique. Després apareixerà en altres produccions com Boxes, Les Enfants de Timpelbach, Tête de turc, La Rafle, Chez Gino o Carré blanc.
El reconeixement li ha arribat amb la pel·lícula La vida d'Adèle, del director Abdellatif Kechiche. La seva actuació, al costat de la de Léa Seydoux, va ser esmentada pel jurat del Festival de Canes 2013 en lliurar la Palma d'Or a la millor pel·lícula.

## Filmografia
- 2005: Martha de Jean-Charles Hue
- 2006: Boxes de Jane Birkin: Lilli
- 2008: Les Enfants de Timpelbach de Nicolas Bary: Marianne
- 2010: Tête de turc de Pascal Elbé: Nina, l'amiga de Bora
- 2010: La Rafle de Roselyne Bosch: Hannah Traube
- 2011: Chez Gino de Samuel Benchetrit: Maria Roma
- 2011: Carré blanc de Jean-Baptiste Leonetti: Marie, jove
- 2013: Des morceaux de moi de Nolwenn Lemesle: Erell
- 2013: La vida d'Adèle d'Abdellatif Kechiche: Adèle
- 2013: I Used to Be Darker de Matthew Porterfield: Camille
- 2014: Qui vive de Marianne Tardieu: Jenny
- 2014: Voyage vers la mère de Mikhail Kossyrev-Nesterov: Marie-Louise
- 2015: Les Anarchistes d'Elie Wajeman: Judith Lorillard
- 2015: Apnée (curtmetratge) de Louis de Caunes
- 2016: Éperdument de Pierre Godeau: Anna Amari
- 2016: Diré el teu nom de Sean Penn: Ellen
- 2017: Orpheline d'Arnaud des Pallières: Sandra
- 2017: Le Fidèle de Michaël R. Roskam: Bibi
- 2018: El corb blanc de Ralph Fiennes: Clara
- 2019: Sibyl de Justine Triet: Margot
- 2019: Revenir de Jessica Palud: Mona
- 2020: Forte de Katia Lewkowicz: Vendeuse Sephora
- 2020: Mandibules de Quentin Dupieux: Agnès
- 2020: BAC Nord de Cédric Jimenez

## Televisió
- 2006: RIS police scientifique, episodi Le Sang de l'innocence (2.2)

## Premis
- 66è Festival Internacional de Cinema de Canes: Palma d'Or per La vida d'Adèle d'Abdellatif Kechiche[6]
- Festival Internacional de cinema dels Hamptons 2013: Millor actor novell La Vie d'Adèle
- Festival Internacional de Cinema de Santa Barbara 2013: Premi Virtuoso Award
- National Board of Review Awards 2013: Millor revelació femenina La Vie d'Adèle
- Los Angeles Film Critics Association Awards 2013: Millor actriu per La Vie d'Adèle
- Dublin Film Critics Circle Awards 2013: Millor actriu novell per La Vie d'Adèle
- New York Film Critics Online Awards 2013: Revelació femenina per La Vie d'Adèle
- Chicago Film Critics Association Awards 2013: revelació femenina per La Vie d'Adèle
- Indiana Film Journalists Association Awards 2013: Millor actriu per La Vie d'Adèle
- Utah Film Critics Association Awards 2013: Millor actriu per La Vie d'Adèle
- Village Voice Film Poll 2013: Millor actriu per La Vie d'Adèle
- 67è Festival Internacional de Cinema de Canes: trofeu Chopard
- Central Ohio Film Critics Association Awards 2014: Millor actriu i artista i la més prometedora per La Vie d'Adèle
- César du cinéma 2014: César a la millor esperança femenina per La Vie d'Adèle
- Critics' Choice Movie Awards 2014: Millor revelació per La Vie d'Adèle
- Étoiles d'or du cinéma français 2014: millor primer paper protaganista femení i millir revelació femenina per La Vie d'Adèle
- Globe de cristal 2014: Millor actriu per La Vie d'Adèle
- Lumière a la millor actriu revelació 2014 per La Vie d'Adèle
- Prix Romy-Schneider 2014
- Festival Internacional del Cinema Francòfon de Namur 2016: Millor còmica per Orpheline